# イヴァナ・リンチ
イヴァナ・リンチ（Evanna Lynch, 1991年8月16日 - ）は、アイルランドの女優。身長158cm。愛称はエバ（Eva）。

## 生い立ち
ラウス県ターモンフェキン出身。ドーナル・リンチとマーガライト・リンチ夫妻のあいだに生まれた。エミリーとメイリードという姉と、パトリックという弟がいる6人家族。
子供のころから『ハリー・ポッター』ファンだったリンチはたびたび作者のJ・K・ローリングにファンレターを出していた。あるとき手紙に「ハリーポッター映画に役者として出演したいのですが、こんなターモンフェキンなどという名の小さな町に住んでいては実現するわけがないでしょうね」という悲観的なことを書いたところ、ローリングから返事がきた、ローリングから「ターモンフェキンのことで悲観しないで。とても素敵な名前よ。私も小さな町の出身だしあきらめないで」という励ましの言葉が書かれた手紙が返ってきた。

## キャリア

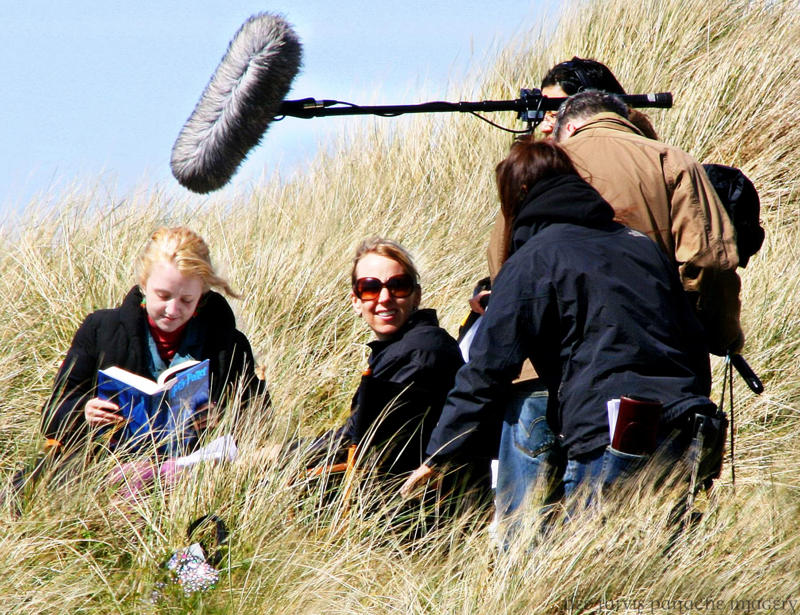
2009年5月、『ハリー・ポッターと死の秘宝』撮影中に『ハリー・ポッターと不死鳥の騎士団』を読むリンチ（左端）

2006年1月にロンドンで行なわれた『ハリー・ポッターと不死鳥の騎士団』の公開オーディションに、もとから登場人物のひとりルーナ・ラブグッドの大ファンだったため応募したところ、15,000人の応募者のなかから14歳のリンチがルーナ役に選ばれた。選考に当たったプロデューサーのデヴィッド・ハイマンは、「他の応募者はルーナを演じることができたが、イヴァナ・リンチはルーナだった」と語っている。

2007年に同作品でデビューを果たす。もともとの髪は暗いブロンドだったが、『ハリー・ポッター』の映画では役作りのために明るく染めている。

## 私生活
飼い猫に「ルーナ」と「ダンブルドア」という名前を付けている。またクルックシャンクスという名前の猫も飼っていた。動物が好きで、菜食主義者。『ハリー・ポッター』シリーズは全巻6回-7回は読んでいるという、正真正銘のハリー・ポッターファンである。

## 著書

### 寄稿
- Feminists Don't Wear Pink (and other lies): Amazing women on what the F-word means to them, (2018年) Penguin. ISBN 978-0241357187

## 出演作品

### 映画
| 公開年 | 邦題 原題                                                                      | 役名               | 備考       | 吹き替え   |
| ------ | ------------------------------------------------------------------------------ | ------------------ | ---------- | ---------- |
| 2007   | ハリー・ポッターと不死鳥の騎士団 Harry Potter and the Order of the Phoenix     | ルーナ・ラブグッド |            | 三村ゆうな |
| 2009   | ハリー・ポッターと謎のプリンス Harry Potter and the Half-Blood Prince          | ルーナ・ラブグッド |            | 三村ゆうな |
| 2010   | ハリー・ポッターと死の秘宝 PART1 Harry Potter and the Deathly Hallows - Part 1 | ルーナ・ラブグッド |            | 三村ゆうな |
| 2011   | ハリー・ポッターと死の秘宝 PART2 Harry Potter and the Deathly Hallows - Part 2 | ルーナ・ラブグッド |            | 三村ゆうな |
| 2013   | G.B.F.                                                                         | McKenzie Pryce     |            |            |
| 2015   | Addiction: A 60's Love Story                                                   | Theresa Bornstein  |            |            |
| 2015   | Danny and the Human Zoo                                                        | Bridget Riordan    | TV映画     |            |
| 2015   | My Name Is Emily                                                               | Emily              |            |            |
| 2019   | Madness in the Method                                                          | Abbie Fox          | カメオ出演 |            |

## 受賞歴
| 年   | 賞                          | カテゴリー              | 映画                           | 結果       |
| ---- | --------------------------- | ----------------------- | ------------------------------ | ---------- |
| 2009 | Young Artist Awards         | Best Supporting Actress | ハリー・ポッターと謎のプリンス | ノミネート |
| 2009 | Scream Awards               | Best Supporting Actress | ハリー・ポッターと謎のプリンス | 受賞       |
| 2016 | Irish Film and Drama Awards | Best Supporting Actress | My Name Is Emily               | ノミネート |